# Dodecaedro truncado triaumentado
En geometría, el dodecaedro truncado triaumentado es uno de los sólidos de Johnson (J71).
Los 92 sólidos de Johnson fueron nombrados y descritos por Norman Johnson en 1966. 